# Позднее Силла
По́зднее Силла́ — государство на Корейском полуострове, существовавшее в 892—935 годах. После 892 года Большое Силла распалось на три государства из-за начавшейся государственной смуты. Причиной которой стали дворцовые интриги и ослабление власти касты «истинной кости» и резкого сокращения количества представителей «святой кости» из-за особенности формирования этих правящих каст.
Сначала генерал Кён Хвон в 892 году захватил Кванджу и удерживал и спустя восемь лет провозгласил себя ваном возрождённого государства Пэкче (известного так же как Хупэкче). Потом на севере в 901 победило начатое в 892 году восстание буддистов и провозгласили государство Маджин под правлением монаха Кунъе. В результате в 901 году размеры Силла сократились до изначальных. Так как только в этой части государства удалось подавить восстания.
Государство просуществовало 42 года, после чего стало частью государства Корё.

## Список правителей
1. Хёгон 효공왕 孝恭王 (897—912)
2. Синдок 신덕왕 神德王 (913—917)
3. Кёнмён 경명왕 景明王 (917—924)
4. Кёнэ 경애왕 景哀王 (924—927)
5. Кёнсун 경순왕 敬順王 (927—935)